# At The Speed Of Life
At The Speed Of Life es el álbum debut del rapero Xzibit. El tema «Paparazzi» se incluyó en la banda sonora del videojuego Tony Hawk's Pro Skater 3. Una versión instrumental de la misma canción apareció en la escena final del sexto capítulo de Los Soprano "Pax Soprana". 

## Lista de canciones
1. "Grand Opening" (Interlude)
2. "At the Speed of life"
3. "Just Maintain" (con Hurricane Gee)
4. "Eyes May Shine"
5. "Povitively Negative" (con King Tee)
6. "Don't Hate Me" (Interlude)
7. "Paparazzi"
8. "Foundation"
9. "Mrs. Crabtree" (Interlude)
10. "Bird's Eye View" (con Catashtraphe & J-Ro de Tha Alkaholiks)
11. "Hit & Run (Part II)" (con Ron Hightower)
12. "Carry the Weight"
13. "Plastic Surgery" (con Ras Kass & Saafir)
14. "Enemies and Friends"
15. "Last Words" (Interlude)

## Samples
- "Eyes May Shine" contiene elementos de "The Start of Your Ending" de Mobb Deep.
- "Enemies & Friends" de "Enlightment" (Gamble/Huff) de Billy Paul.

## Posiciones en lista
- Billboard (Norteamérica) - Álbum #74
- Billboard (Norteamérica) - Singles
  - 1997 The Foundation Hot R&B/Hip-Hop Singles & Tracks : #58
  - 1996 Paparazzi 	Hot R&B/Hip-Hop Singles & Tracks : #61
  - 1996 	Paparazzi 	Hot Rap Singles : #9
  - 1996 	Paparazzi 	Billboard Hot 100 : #83
  - 1996 	The Foundation 	Hot Rap Singles : #16